# Iván Barton
Iván Arcides Barton Cisneros (Santa Ana - 27 de janeiro de 1991) é um árbitro de futebol salvadorenho que é árbitro FIFA desde 2018.  Ele também é um dos árbitros da Primera División de Fútbol de El Salvador .

## Biografia
Nasceu em Santa Ana em 27 de janeiro de 1991. Além de árbitro profissional, obteve o título de bacharel em Ciências Químicas pela Universidade de El Salvador. Ele atuou como professor de Química Orgânica na referida Universidade.
Apitou em torneios de seleções nacionais, como o Campeonato Sub-20 da Concacaf de 2018 nos Estados Unidos, a Copa Ouro da CONCACAF de 2019, a Liga das Nações da CONCACAF e a Copa do Mundo Sub-17 da FIFA de 2019 no Brasil .
Em maio de 2022, foi escolhido como um dos árbitros para arbitrar a Copa do Mundo FIFA de 2022 no Catar .